# Asterivora analoga
Asterivora analoga là một loài bướm đêm thuộc họ Choreutidae. Nó được tìm thấy ở New Zealand.
Sải cánh dài 8–9 mm. 